# 黄河高原鳅
黄河高原鳅（学名：Triplophysa pappenheimi）为輻鰭魚綱鯉形目條鳅科高原鳅属的鱼类，俗名叉尾巴鳅、花鳅、细尾条鳅，是中国的特有物种。分布于黄河上游的干支流中等，多栖息于激流河段干支流石砾缝隙中。该物种的模式产地在西宁。

## 扩展阅读
維基物種上的相關：黄河高原鳅
- 黄河土著鱼类列表